# Sinan Hasani
Sinan Hasani (in cirillico serbo Синан Хасани; Požaranje, 14 maggio 1922 – Belgrado, 28 agosto 2010) è stato un politico jugoslavo.
È stato il Presidente della presidenza della Repubblica Socialista Federale di Jugoslavia, in carica dal maggio 1986 al maggio 1987.
Dal giugno 1981 al maggio 1983 ha ricoperto il ruolo di Presidente della Lega dei Comunisti del Kosovo, ramo kosovaro della Lega dei Comunisti di Jugoslavia.
È stato anche ambasciatore della Jugoslavia in Danimarca.